# Lucas Correa (calciatore 1996)
Lucas Leonel Correa Sebben (Montevideo, 7 maggio 1996) è un calciatore uruguaiano, difensore del Cerro Largo.

## Carriera
Cresciuto nel settore giovanile del Nacional, nel 2017 è stato acqusitato dalla Juventud, con cui ha esordito in Primera División il 28 maggio 2017 nell'incontro perso 0-1 contro i Montevideo Wanderers. All'inizio del 2018 si è trasferito al Toledo, in Segunda División B, la terza divisione spagnola, dove non ha mai giocato. In seguito ha militato in diverse squadre della Tercera División, la quarta divisione del campionato spagnolo, fino al gennaio del 2022, quando è tornato in Uruguay per firmare con il Cerro Largo.

## Statistiche

### Presenze e reti nei club
Statistiche aggiornate al 10 marzo 2022.
| Stagione        | Squadra         | Campionato      | Campionato | Campionato | Coppe nazionali | Coppe nazionali | Coppe nazionali | Coppe continentali | Coppe continentali | Coppe continentali | Altre coppe | Altre coppe | Altre coppe | Totale | Totale |
| Stagione        | Squadra         | Comp            | Pres       | Reti       | Comp            | Pres            | Reti            | Comp               | Pres               | Reti               | Comp        | Pres        | Reti        | Pres   | Reti   |
| --------------- | --------------- | --------------- | ---------- | ---------- | --------------- | --------------- | --------------- | ------------------ | ------------------ | ------------------ | ----------- | ----------- | ----------- | ------ | ------ |
| 2017            | Juventud        | PD              | 7          | 0          |                 | -               | -               |                    | -                  | -                  |             | -           | -           | 7      | 0      |
| gen.-giu. 2018  | Toledo          | SDB             | 0          | 0          |                 | -               | -               |                    | -                  | -                  |             | -           | -           | 0      | 0      |
| 2018-gen. 2019  | Villacañas      | TD              | 17         | 0          |                 | -               | -               |                    | -                  | -                  |             | -           | -           | 17     | 0      |
| gen.-giu. 2019  | San Roque       | TD              | 15         | 2          |                 | -               | -               |                    | -                  | -                  |             | -           | -           | 15     | 2      |
| 2019-2020       | San Roque       | TD              | 19         | 1          |                 | -               | -               |                    | -                  | -                  |             | -           | -           | 19     | 1      |
| 2020-2021       | Xerez           | TD              | 24         | 2          |                 | -               | -               |                    | -                  | -                  |             | -           | -           | 24     | 2      |
| 2021-gen. 2022  | Xerez           | TDR             | 13         | 1          |                 | -               | -               |                    | -                  | -                  |             | -           | -           | 13     | 1      |
| 2022            | Cerro Largo     | PD              | 1          | 0          |                 | -               | -               | CS                 | 0                  | 0                  |             | -           | -           | 1      | 0      |
| Totale carriera | Totale carriera | Totale carriera | 96         | 6          |                 | -               | -               |                    | 0                  | 0                  |             | -           | -           | 96     | 6      |